# Iván Trevejo
Iván Trevejo Pérez (Havanna, 1971. szeptember 1. –) világbajnok, olimpiai ezüstérmes kubai párbajtőrvívó, 2010-től Franciaország színeiben versenyez.